# Poe Dameron
Poe Dameron je fiktivní postava ze Star Wars. Poprvé se představil v roce 2015 ve filmu Star Wars: Síla se probouzí, kde ho hrál Oscar Isaac. Poe je pilot X-wingu na straně Rebelů, který neúmyslně zatáhne stormtroopera Finna a hledačku šrotu z planety Jakku, Rey, do boje proti zlověstnému Prvnímu řádu. Objevuje se v díle Síla se probouzí a i v následujícím díle Star Wars: Epizoda VIII. Isaac a jeho postava byli pozitivně přijati a Poe byl srovnáván s postavou Hana Sola (Harrison Ford) v originální filmové trilogii Star Wars.

## Koncept a vytvoření postavy
Během přípravy Síla se probouzí byla postava označována jako "John Doe" a původně se zamýšlelo, že to bude Jedi a pak lovec odměn s Wookiee pomocníkem.
Isaacovo obsazení ve filmu bylo ohlášeno 29. dubna 2014. Jeho postavu bylo možné poprvé vidět v 88sekundovém teaser traileru k Síla se probouzí, který uvolnil Lucasfilm 28. listopadu 2014 a ve kterém řídil X-winga. Jméno Poe Dameron odhalil Entertainment Weekly na návrhu výměnných kartiček od Lucasfilmu, v prosinci 2014. Tato postava byla také zobrazena v květnu 2015 ve Vanity Fair v sérii fotek od Annie Leibovitz. Byl pojmenován podle asistenta režiséra J. J. Abramse, Morgana Damerona.
Film sklidil chválu pro rozmanité obsazení postav, včetně Guatemalce Isaaca. Peter Travers z Rolling Stone napsal, že: "dát hlavní role černochovi, bělošce a Latinoameričanovi ... to se zapíše do historie". TV spot mediální televizní sítě Univision, která je zaměřena na španělsky mluvící diváky, obsahoval velmi mnoho záběrů s Poem a sám Poe ho uváděl ve španělštině. Po prvním vydání promo-plakátů hlavních postav, v listopadu 2015, byl Poeův plakát vydán následující měsíc.

## Postava
V díle Síla se probouzí je Poe zručným pilotem X-wingu na straně Rebelů. Je synem rebelské pilotky a člena komanda, a zastává post velitele rebelské bojové letky a je "jedním z nejvíce důvěryhodných operativců Leiy Organy", který je umíněný a "umí létat s čímkoliv". Isaac popsal Poea jako "zatraceně nejlepšího pilota v galaxii... Byl vyslán na misi jistou princeznou a přitom narazí na [Finna] a jejich osudy se navždy propletou."
Natalie Zutter a Chris Lough z Tor.com napsali: "Poe je jedním z těch vzácných lidí, kteří přesně vědí co dělat se svým životem." Isaac řekl o své postavě: "Poe je ten typ chlápka, kterého byste si vzali sebou do nepohody. Je přímočarý, upřímný, neuvěřitelně loajální a velmi sebevědomý." Katy Waldman napsala pro Slate: "Tohle je Poe Dameron, hvězdný pilot, idol, který klidně půjčuje svou koženou bundu leteckého esa, Finnův kámoš. Když se zakření na [Kylo Rena], se vším tím šarmem odvážného hejska, víme, že film bude OK."

## Výskyt

### Síla se probouzí(2015)
Poe Dameron je metály ověnčený hvězdný pilot z rebelské flotily generálky Leii Organy a robot BB-8 je jeho astromech droid. Je poslán Leiou na misi na planetu Jakku, aby získal část mapy, která by vedla na místo, kde je její bratr, Luke Skywalker. Než stihne Poe odletět s mapou, První řád zaútočí a Poe je chycen. Ještě předtím ale Poe svěří mapu BB-8, který s ní uteče do pouště, zatímco Kylo Ren mučí Poe při hledání mapy. Poe je zachráněn odpadlíkem stormtrooperů Finnem a spolu utečou ve stíhačce TIE fighter. Narazí na planetu Jakku; Finn se katapultuje z lodi, ale zdá se, že Poe zahynul, když se poničená loď potopí do tekutého písku. Poe se později znovu objeví, protože se z lodi zachránil ještě před nárazem, a teď už vede eskadru pilotů X-wingu při útoku na První řád u hradu Maz Kanaty. Později také vede svou eskadru při útoku na základnu Prvního řádu (Starkiller) a osobně vypálí střely, které způsobí, že celoplanetární ničivá zbraň exploduje.
Isaac řekl GQ v prosinci 2015, že když mu nabízeli roli, Abrams mu řekl, že Poe ve filmu zemře. Když pak později roli přijal, Abrams prohlásil, že si to rozmyslel: "Rozhodnul jsem se. Budeš v celém filmu."

#### Další výskyty a reklamní prodej
Poe se objevil taky v nových povídkách a komiksech, které měly propojit nový film s původními díly. Poprvé je o něm zmínka v povídce Moving Target: A Princess Leia Adventure (2015) od Cecila Castellucciho a Jasona Frye, kde je ještě jako mladík a která se odehrává v době mezi Star Wars: Epizoda V – Impérium vrací úder (1980) a Star Wars: Epizoda VI – Návrat Jediů  (1983). Yavin 4, planeta na které je umístěna rebelská základna ve filmu Star Wars: Epizoda IV – Nová naděje, byla vybrána jako Poeův domovský svět v komiksové sérii Star Wars: Shattered Empire (2015) poté, co si Isaac, jako rodilý Guatemalec, uvědomil, že místo střelby na planetě Yavin 4 bude Tikal v Guatemale. V sérii Shattered Empire vystupují i Poeovi rodiče, členové Aliance rebelů: jeho matkou je Shara Bey, pilotka A-wingu, která prožívá dobrodružství s Leiou, a jeho otec Kes Dameron, člen speciálních pozemních sil, známých jako Pátrači (Pathfinders) pod vedením Hana Sola. Poe se objevuje v Star Wars: Before the Awakening (2015) od Grega Rucka, antologie pro mladé čtenáře, která se zabývá životy Poe, Rey a Finna ještě před událostmi Síla se probouzí. Poe je taky postavou v povídce z roku 2015 od Alana Deana Fostera.
Poe je hratelná postava v přídavku videohry Disney Infinity 3.0  a je dostupný i samostatně jako Infinity postavička. On a BB-8 vystupují v Lego Star Wars herním setu nazvaném Poeův X-wing Fighter, a Poe je dostupný i jako postavička Lega. Hasbro taky vydalo 3.75 palců velkou akčni figurku Poe Damerona a 6 palcovou figurku ve své Černé edici.

### Epizoda VIII
20. března 2015 Isaac prohlásil, že se objeví v Star Wars: Epizoda VIII, následujícím díle po Síla se probouzí.

## Přijetí
Michael Phillips z Chicago Tribune napsal: "Oscar Isaac je velkým přínosem ve své roli Poe Damerona ... Podobně jako Fordův Han Solo v originální trilogii, je to ten typ chlápka, kterého byste chtěli mít ve svém týmu". Robbie Collin z The Telegraph nazval Poea "švihácký, chvastoun se suchým humorem, zkrátka je jako Han Solo před 40 lety". Todd McCarthy z The Hollywood Reporter popsal tohoto špičkového pilota jako "muže z podobného těsta jako je Solo" a Manohla Dargis z The New York Times napsala, že Poe "vypadá jako Han nové generace". The Telegraph taky zařadil Poeovy scény mezi "14 věcí, které fanoušci Star Wars budou milovat v díle Síla se probouzí" a dále napsal, že "srší jiskrou" a že: "i když Han Solo bude vždy zaujímat místo jedničky, Poe Dameron Oscara Isaaca je určitě žhavý kandidát na titul Druhého nejvíce cool týpka v galaxii". Peter Travers z Rolling Stone napsal, že "z Isaaca čiší chlapecký šarm".
"Okamžitá chemie" mezi Poem a Finnem, intimita některých pozdějších scén a Isaacovy vlastní komentáře v průběhu rozhovoru s Ellen Degeneres, zavdaly příčiny ke spekulacím fanoušků a novinářů, že Poe může být gay a nebo že se tak jeho postava bude vyvíjet v budoucích filmech. Fanoušci, kteří by rádi viděli Poe a Finna jako pár, už dokonce stvořili fanfiction a fan art, který tomu odpovídá.